# Zemljopis Kirgistana
Kirgistan je srednjoazijska država smještena zapadno od Kine.

## Topografija i vode
Planine u Kirgistanu su geološki mlade, tako da je teren obilježen oštro uzdignutim vrhovima odvojenim dubokim dolinama. Tu je također značajna glacijacija. Kirgistan ima 6500 različitih ledenjaka koji prema procjenama sadržavaju 650 kubičnih kilometara vode. Samo oko rijeka Chui, Talas i Ferganske doline postoje relativno ravna zemljišta pogodna za poljoprivredu.
Nijedna od rijeke u Kirgistanu nije plovna. Većinom su male, brze s jakim strujama. Jezero Issyk-Kul je druga po veličini vodena površina u središnjoj Aziji, nakon Aralskog jezera. Kirgistan ima ukupno oko 2000 jezera s ukupnom površinom od 7.000 km ², uglavnom se nalaze na nadmorskoj visini od 3.000 do 4.000 metara. Samo najveća tri, međutim, zauzimaju više od 100 km ² svaki. Drugo i treće po veličini jezero su Songköl i Chatyr-Kol.

## Površine i granice
- Površina:
  - ukupno: 198.500 km ²
  - zemljište: 191.300 km ²
  - voda: 7.200 km ²
- Granice:
  - ukupno: 3.878 km
- granične zemlje: 
  - Narodna Republika Kina 858 km,
  - Kazahstan 1051 km,
  - Tadžikistan 870 km,
  - Uzbekistan 1099 km
- obala: 0 km
- visinske krajnosti:
  - najniža točka: Kara-Darja 132 m
  - najviša točka: Jengish Chokusu 7439 m

## Resursi i korištenje zemljišta
Prirodni resursi: hidroelektrane, značajna ležišta zlata i rijetkih zemljanih metala, lokalna ležišta ugljena, nafte i prirodnog plina, ostali elementi nefelin, živa, bizmut, olovo i cink.
Korištenje zemljišta:
- obradivo zemljište: 7%
- stalni usjevi: 0%
- trajni pašnjaci: 44%
- šume i šumsko područje: 4%
- drugo: 45% (1993. godine)

Navodnjavano zemljište: 9.000 km ² (1993. godine)
U Kirgistanu se nalazi najveća šuma prirodnog oraha na svijetu. Šuma se nalazi u blizini Arslanboba u Žalalabatskoj oblasti. Smatra se da većina svjetskih sorata oraha potječe od izvornih vrsta koje se još uvijek nalaze ovdje.